# Adélaïde Labille-Guiard
Adélaïde Labille-Guiard (Parijs, 11 april 1749 – aldaar, 24 april 1803), ook bekend als Adélaïde Labille-Guiard des Vertus, was een Franse miniaturist en portretschilder.

## Levensloop

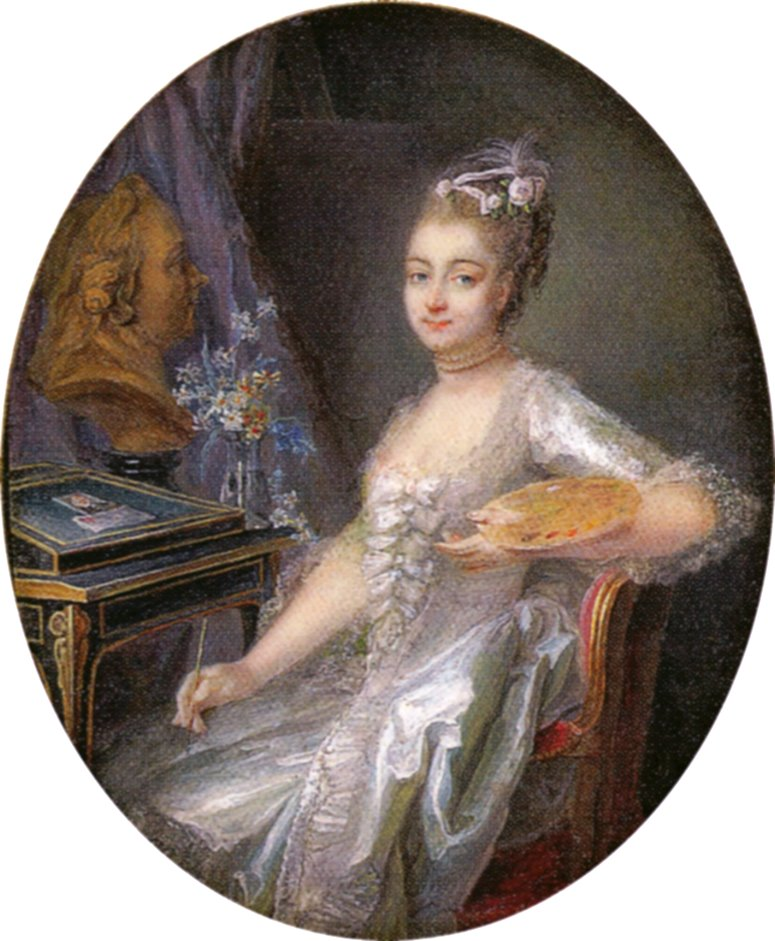
Zelfportret, miniatuur

Adélaïde Labille-Guiard werd geboren in Parijs als de jongste van acht kinderen uit een gezin behorend tot de bourgeoisie. Haar vader, de hoedenmaker Claude-Edme Labille, was eigenaar van de winkel 'A La Toilette' in de Rue neuve des Petits Champs in Saint-Eustache. Jeanne Bécu, de toekomstige Madame du Barry, werkte in deze winkel toen zij ongeveer achttien was en zou later bevriend raken met Labille-Guiard.

Parijse portretten door Adélaïde Labille-Guiard
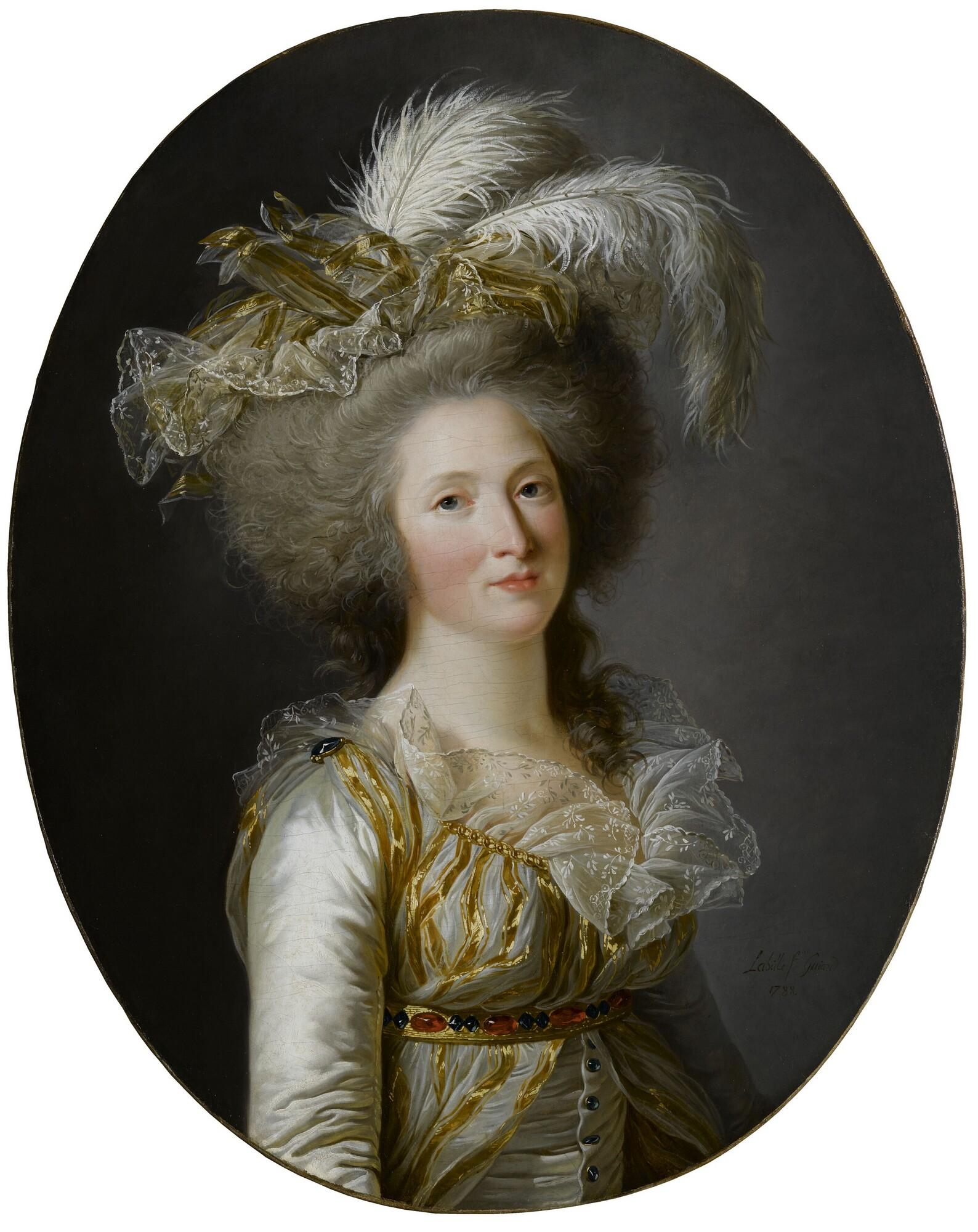
Elisabeth Philippine Marie Helene de Bourbon
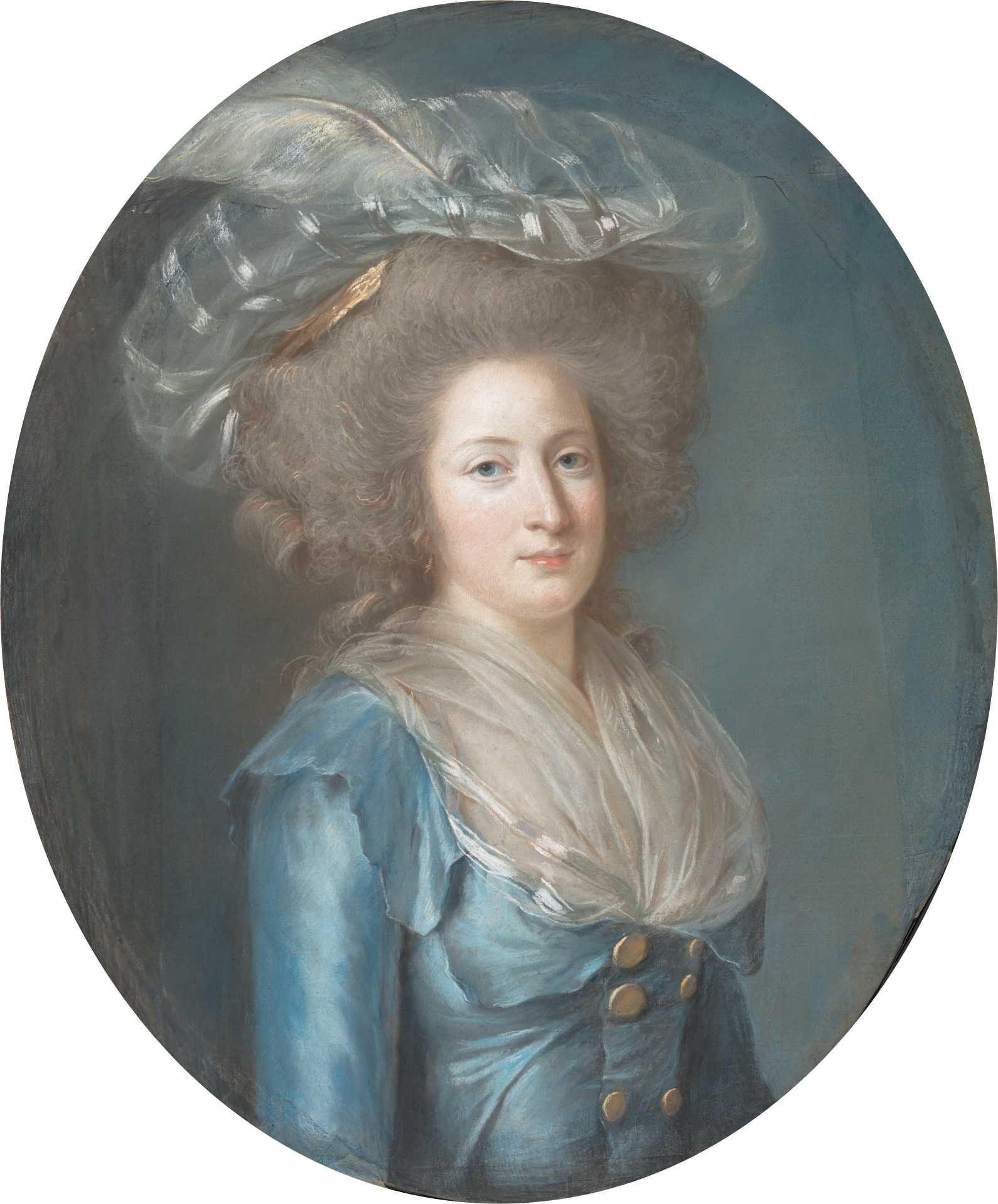
Elisabeth de France
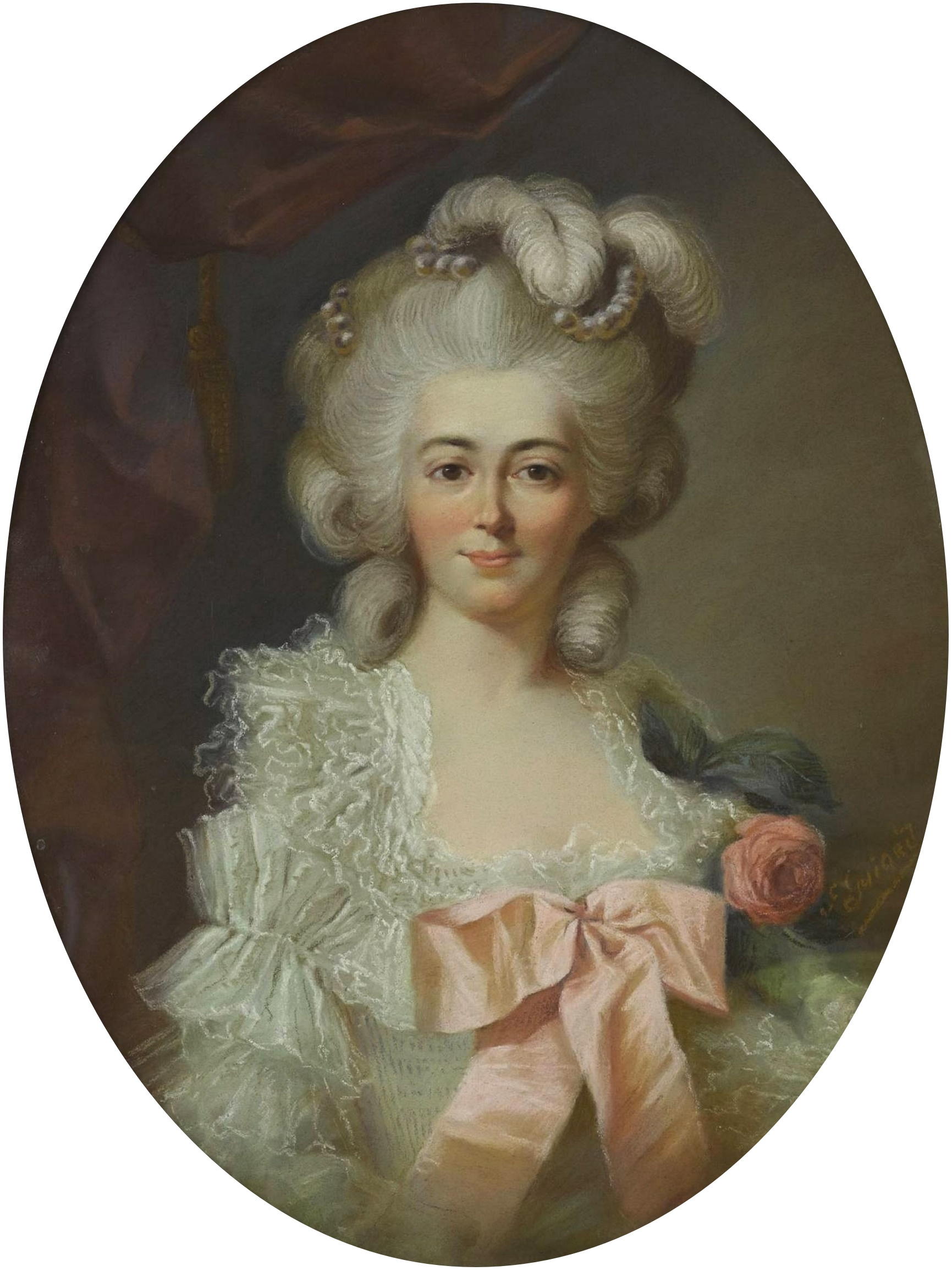
Helena Massalska
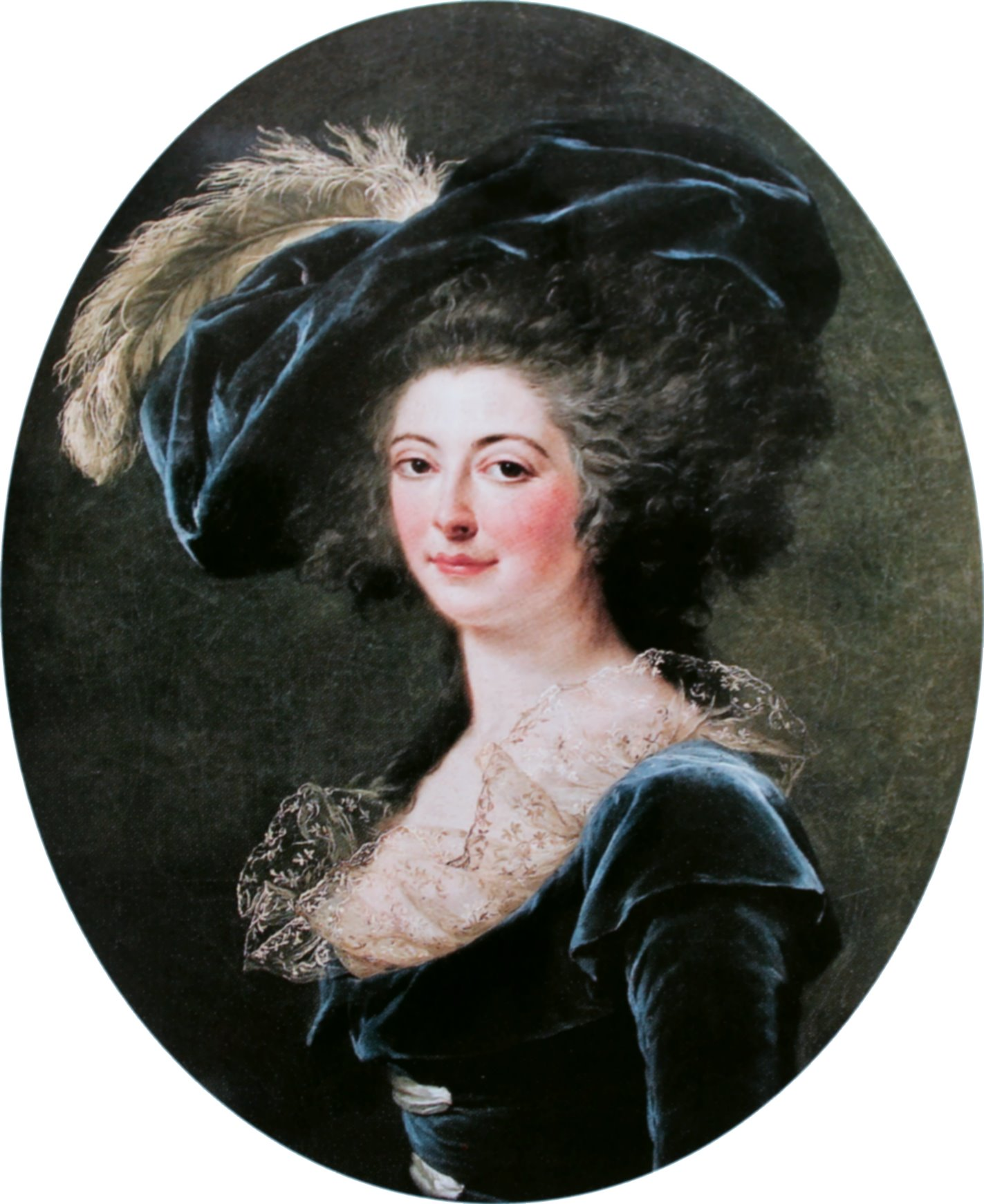
Madame Alexis
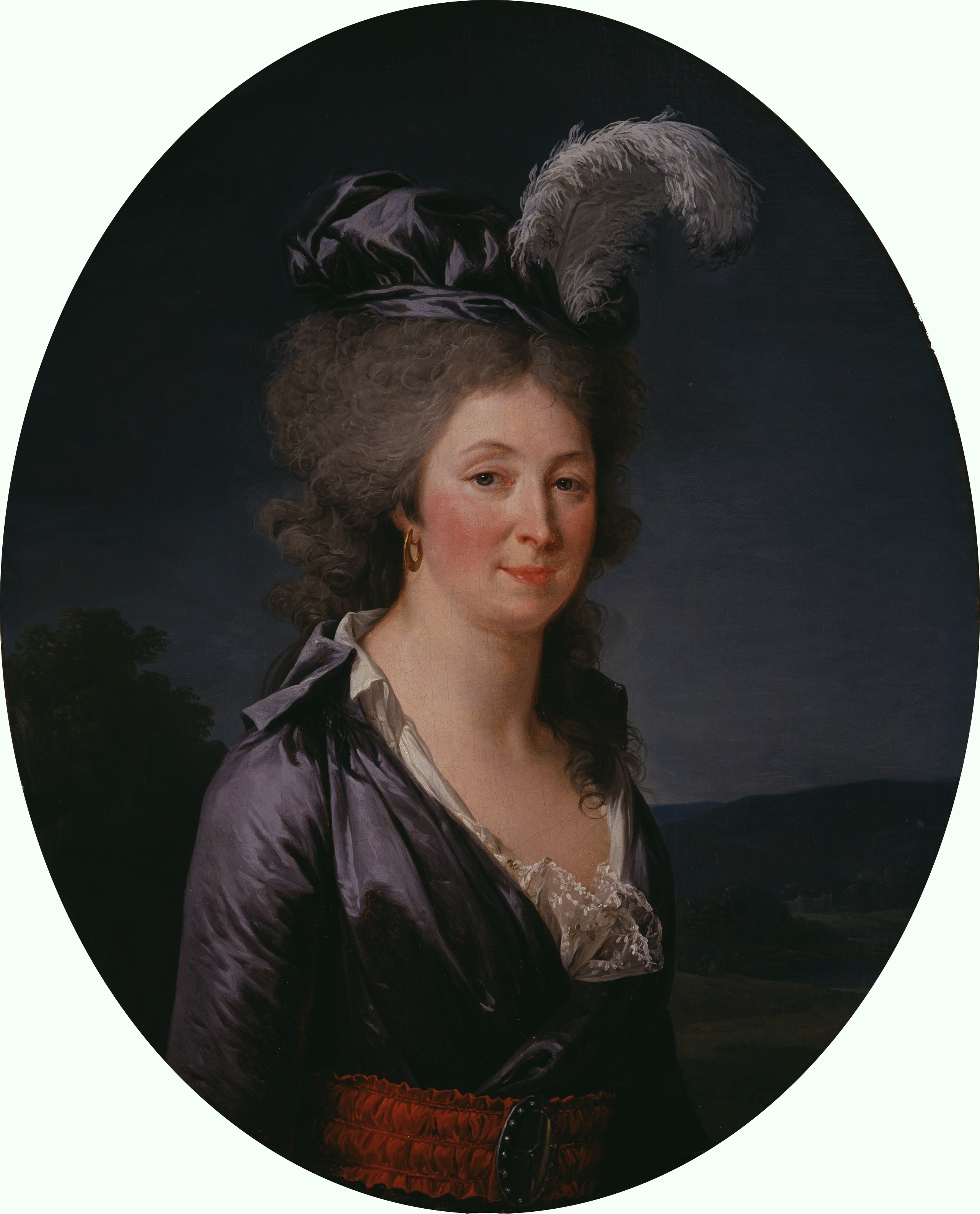
Adrienne Lafayette

Op 31 mei 1783 werd Labille-Guiard toegelaten tot de prestigieuze Académie Royale de Peinture et de Sculpture. Drie andere vrouwen, onder wie Élisabeth Vigée-Le Brun, werden ook toegelaten op die dag.
De schilderijen van Labille-Guiard en Vigée-Le Brun werden door critici vaak met elkaar vergeleken, waarbij die van Vigée-Le Brun vaak meer in de smaak vielen. Labille-Guiards vroege meesterwerk Zelfportret met twee pupillen werd geëxposeerd in de Parijse salon in 1785 en was beïnvloed door Vigée-Le Bruns stijl. Adélaïde Labille-Guiards werk wordt tegenwoordig gezien als van hetzelfde of zelfs van een hoger niveau.
De Franse Revolutie stelde portrettisten van haar niveau voor een dubbel probleem: hun klanten gingen op de vlucht en de grotere openheid in de kunstwereld zorgde voor een toevloed van concurrenten. Anders dan Vigée-Le Brun bleef Labille-Guiard in Parijs en reageerde ze op de nieuwe situatie door veertien portretten te maken van kopstukken uit de Nationale Wetgevende Vergadering.
Een bekende leerling van Labille-Guiards is de Franse schilderes Marie-Gabrielle Capet. Capet woonde ook bij haar in en verzorgde haar in haar laatste levensfase.